# Mayfield Falls
Mayfield Falls je vodopad na Jamajci koji se sastoji od 21 široko razmaknute male kaskade na rijeci Mayfield, pritoci rijeke Cabarita. Mayfield Falls nalazi se u župi Westmoreland, na Jamajci.
Najviša kaskada je najgornja; pod nazivom "Perilica rublja". Visoka je oko 3 metra, dovoljno da osoba može ući ispod nje.